# Патент

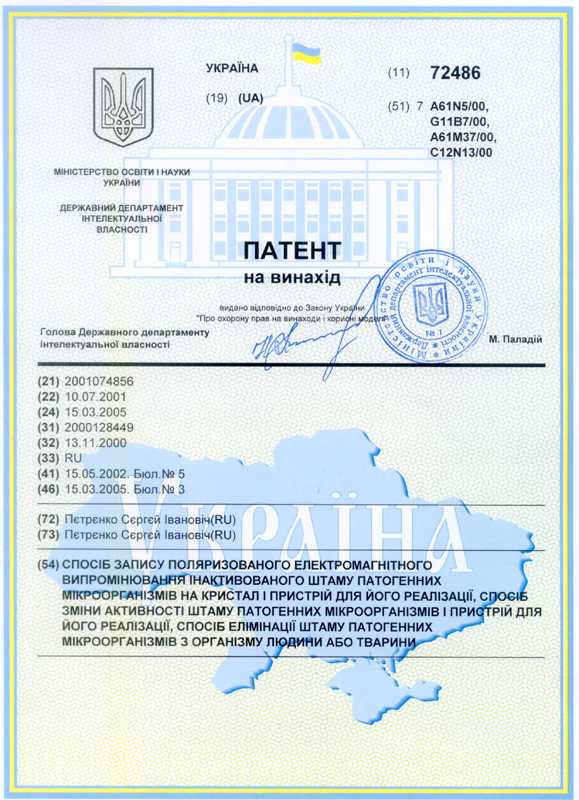
Зразок бланку патенту, що видається в Україні Державним департаментом інтелектуальної власності

Патент (від лат. patens — «відкритий, ясний, очевидний», від повного найменування — litterae patentes — «відкритий лист») — документ, що засвідчує авторство на винахід та виключне право на використання його протягом певного строку.

## Загальний опис
Патент видається державним патентним відомством винахіднику або його правонаступнику. Дія патенту розповсюджується тільки на територію держави, в якій його видано. Строк дії патенту встановлюється національним законодавством (як правило, 15—20 років). Патент може бути визнано недійсним у судовому порядку на законодавчій основі. З поняттям патенту тісно пов'язаний юридичний термін «патентна чистота», який означає, що машину, прилад, технологічний процес, матеріал, продукт тощо можна використовувати (виготовити, ввезти для продажу) в цій державі без порушення прав патентовласника.
У широкому розумінні «патент» є комплексом виключних прав на використання винаходу, корисної моделі або промислового зразка, які держава гарантує патентовласнику, тобто винахіднику або особі, якій винахідник передав виключні майнові права. Надання виключних прав державою здійснюється на заздалегідь визначений період часу в обмін на контрольоване та публічне розкриття патентовласником суттєвих ознак винаходу.
У вузькому розумінні «патент» є охоронним документом, що засвідчує пріоритет, авторство і право власності на винахід.
Термін «патент» походить від латинського слова «patere», що означає «класти на огляд» (тобто робити доступним для широкого загалу), а також від словосполучення «letters patent», що у середньовіччі означало документ, виданий монархом або урядом на засвідчення того, що певна особа чи підприємство мають виключні права або монополію на певний вид діяльності.

## Юридичний механізм дії

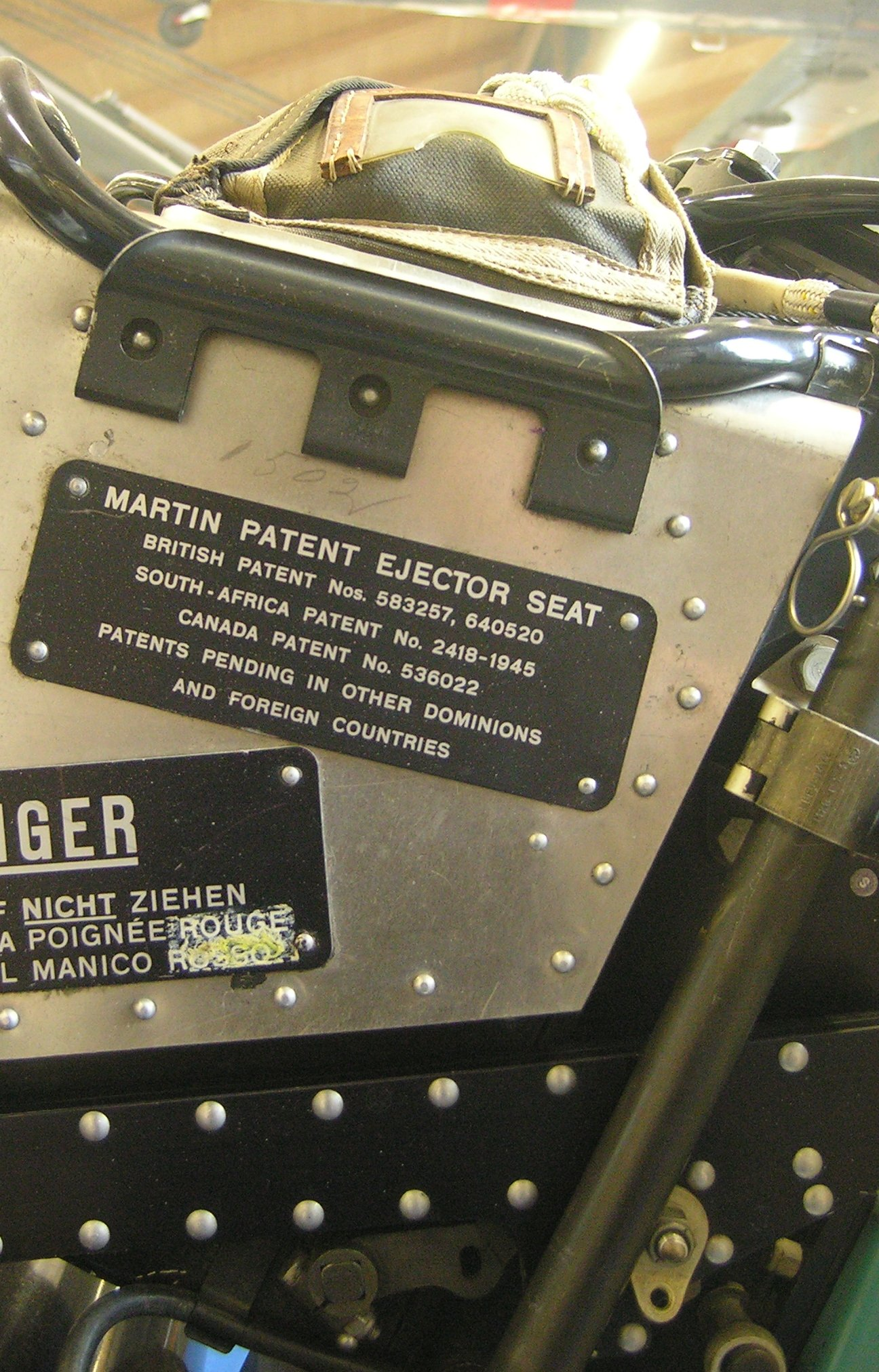
Попереджувальне маркування на катапульті для пілотів військових літаків, створеному компанією «Мартін». На табличці зазначено, що конструкція катапульти захищається різноманітними патентами, виданими у Великій Британії, ПАР, Канаді та «інших країнах». Фото експоната з Музею військової авіації у Дюбендорфі

Патент діє на території тієї держави, яка його видала. Патент може бути виданий на ім'я автора або іншої фізичної чи юридичної особи.
Патент надає правовласнику виключне право забороняти іншим особам використовувати запатентоване рішення. Лише патентовласник може надати згоду на використання рішення або передати виключні майнові права на використання патенту. Однак патент не обов'язково надає винахіднику право використовувати запатентований винахід. У тому разі, якщо патент виданий на вдосконалення до винаходу, який охороняється патентом, власник патенту на вдосконалення не зможе розпочати виробництво вдосконаленого винаходу не отримавши дозволу від власника патенту на оригінальний винахід. У випадку необґрунтованої відмови власника попереднього патенту на надання ліцензії може бути застосований механізм перехресної ліцензії.
У деяких країнах існує набір законодавчих актів, які дозволяють державі у випадках, коли винахід має особливо важливе значення для країни, але з патентовласником не досягнуто угоди про видачу ліцензії або передачу патенту, примусово викуповувати патент з виплатою винагороди власнику. Як спосіб захисту патентовласника, законодавством багатьох країн передбачені штрафні санкцій при ввезенні на територію країни виробів, в яких втілено аналогічний винахід (штрафи, накладання арешту на ввезені товари, пред'явлення позову про відшкодування збитків тощо).

## Види патентів
Найпоширенішою є категоризація патентів за об'єктами промислової власності, на які вони видаються. За цією категоризацією виділяють такі види патентів:
- Патент на винахід
- Патент на корисну модель
- Патент на промисловий зразок

## Патентоздатність
Патентоздатність — сукупність ознак технічного рішення, які відзначаються новизною і є необхідними та достатніми для визнання його винаходом.
Оскільки патент надає його власнику обмежену монополію на використання об'єкта промислової власності, відносно якого його видано, суспільство зацікавлене у тому, щоб таку монополію отримували лише ті об'єкти, які є дійсно корисними та лише ті заявники, які насправді створили ці об'єкти. Цим цілям слугує державна експертиза, в процесі якої встановлюється відповідність заявленого об'єкта умовам надання правової охорони. У патентному праві ці умови отримали назву «критерії патентоздатності». Якщо у результаті експертизи встановлюється відповідність заявленого об'єкта критеріям патентоздатності, такий об'єкт вноситься до державного реєстру і на нього видається правопідтверджуючий документ, яким є патент.
Патентований (англ. patent, нім. patentiert) — закріплений патентом; офіційно визнаний, випробуваний.

## Патентна формула
Патентна формула — коротке формулювання об'єкта патентного захисту. Окрема складова частина заявки. На основі патентної формули визначається обсяг правової охорони.

## Територіальний характер
В основі патентного права лежить принцип територіальності, згідно з яким правова охорона винаходу надається лише у межах території країни, компетентним відомством якої було здійснено експертизу патентоздатності. Територіальний характер дії патенту переборюється завдяки укладанню міжнародних угод, наприклад, Конвенція про єдине патентне право країн ЄС.

## Реєстрація патенту
Патент отримується шляхом подання заявки на патент до відповідного патентного відомства. Заявка на патент має містити опис винаходу та, в окремих юрисдикціях, докази його корисності.
В Україні Реєстр патентної інформації є офіційним документом, призначеним для реєстрації громадян країни, які атестовані як представники у справах інтелектуальної власності (патентні повірені), а також внесення всіх змін стосовно їхньої реєстрації. Реєстр патентної інформації — це зброшуровані, прошнуровані та скріплені печаткою книги й разом з його копією на магнітних носіях підлягає постійному зберіганню в Державному департаменті інтелектуальної власності (далі — Департамент), що діє у складі Міністерства освіти й науки України. Здійснення реєстрації та інших дій, пов'язаних з веденням Реєстру, забезпечує Державна служба інтелектуальної власності.
Реєстрація патентних повірених здійснюється відповідно до Положення про представників у справах інтелектуальної власності (патентних повірених), затвердженого постановою Кабінету Міністрів України від 10 серпня 1994 р. N 545 (545-94-п), на підставі рішення атестаційної комісії про атестацію патентного повіреного та наказу голови Департаменту про внесення патентного повіреного до Державного реєстру.
У процесі ведення Реєстру до нього вносяться зміни та доповнення в дані про патентних повірених. Підставою для внесення змін та доповнень до Реєстру є рішення голови Державної служби інтелектуальної власності.
Відомості, що стосуються реєстрації патентних повірених, а також відомості про зміни та доповнення, що занесені до Реєстру, Державна служба інтелектуальної власності публікує у своєму офіційному бюлетені.
Після внесення до Реєстру відомостей щодо реєстрації патентних повірених Державна служба інтелектуальної власності може надати витяг з Реєстру за заявою будь-якої особи. Витяг стосується даних про реєстрацію одного патентного повіреного.

## Перший в історії незалежної України патент
Патент на винахід № 1 був виданий Державним патентним відомством України 30 листопада 1992 року. Цей патент охороняв спосіб отримання антифрикційного матеріалу для поверхонь тертя. Власником патенту став Микола Костянтинович Ященко. Станом на 2007 рік цей патент вже не є чинним.
12 листопада 2012 року Державною службою інтелектуальної власності України до відповідного державного реєстру внесено стотисячний патент України на винахід «Спосіб підвищення ефективності хімієтерапії резистентних до хімієтерапії злоякісних пухлин».